# Анастасијевићи
Анастасијевићи су породица капетана Мише Анастасијевића (1803—1885), чије кћерке су биле удате за Ђорђа Карађорђевића, Василија Гарашанина, Јована Мариновића, председника министарског савета, председника Сената, Радована Дамњановића, министра и грофа Петра пл. Чарнојевића, земљопоседника, а праунука за Милована Миловановића, министра иностраних послова.

### Капетан Миша Анастасијевић (1803—1885)
Мајор Миша Анастасијевић, познат као капетан Миша, велетрговац, добротвор, син је Анастаса и Руже из Пореча, код данашњег Доњег Милановца. Био је цариник на добровачкој скели од 1817. до 1822. Оженио се 1825. Христином Урошевић, кћерком О. Илије Урошевића свештеника у селу Брзаска, на аустро-румунској страни Дунава, сестром Симе Урошевића кнез Милошевог секретара. Књаз Милош је ангажовао Мишу Анастасијевића као свог пословођу, а 1833. именује га за дунавског капетана (надзорно-арбитражна функција). Капетан Миша је закупио монопол на извоз соли из кнежевине Влашке и кнежевине Молдавије, данашње Румуније, а касније и на увог золи из Аустроугрске, чиме је постао водећи трговац сољу на Балкану. Имао је око десет хиљада запослених, 23 стоваришта и око 80 бородова. Са 1, 5 милиона дуката прихода годишње, био је један од најбогатијих људи на Балкану. Позајмљивао је новац кнежевини Молдавији.
Капетан Миша Анастасијевић био је власник многих имања (мошија) властелинства у Влашкој.
Капетан Миша Анастасијевић и Христина Анастасијевић, рођ. Урошевић имали су пет кћерки Сару, Ружицу, Јелену, Анку и Персиду.

### Карађорђевићи
Сара Анастасијевић, кћерка мајора Мише Анастасијевића, била је удата за потпуковника Ђорђа Карађорђевића.
Карађорђев старији син био је Алекса Карађорђевић. Међутим, наследник је био млађи син кнез Александар Карађорђевић који је 1842. године постао кнез Србије.
Руски гардијски поручник Алекса Карађорђевић је са Маријом Трокин, кћерком пуковника Николаја Трокина, маршала дворјанства (племства) имао сина — јединца потпуковника Ђорђа Карађорђевића.
Потпуковник Ђорђе Карађорђевић, са Саром, кћерком мајора Мише Анастасијевића и Христине Урошевић имао синове Алексу и Божидара.
- Алекса Карађорђевић (1858—1920). Нема потомства.
- Божидар Карађорђевић (1861—1908), бавио се примењеном уметношћу. Нема потомства.

### Грофови Чарнојевићи од Маче и Малог Оросина
Ружица Анастасијевић, кћерка капетан Мише Анастасијевића била је удата за грофа Петра Чарнојевића, потомка патријарха Арсенија Чарнојевића, земљопоседника из Баната, чија је породица имала угарско племство.
После Чарнојевићеве смрти Ружа Чарнојевић, рођ. Анастасијевић била је удата за Алексу Спасића, министра из породице пуковника Татар-Јованче Спасића, чије су сестричине биле удате за пуковника Војислава Блазнавца, Владимира Гарашанина, генерала Миливоја Зечевића и Михаила Вујића, председника владе.

### Гарашанин
Јелена Анастасијевић, кћерка капетан Мише Анастасијевића била је удата за братанца Илије Гарашанина Василија Гарашанина.

### Дамњановићи
Анка Анастасијевић, кћерка капетан Мише Анастасијевића била је удата за Радована Дамњановића, министра полиције и председник Врховног суда. Радован Дамњановић, био је један од водећих завереника у Тенкиној завери (1855) названој по Стефану Стефановићу Тенки, познатом русофилу, бившем председнику савета(пред. владе), односно плану за убиство кнеза Александра Карађорђевића и повратак на престо кнеза Милоша или неког другог владара, вероватно Дамњановићевог пашенога Ђорђа Карађорђевића. Пошто је завера откривена Дамњановић, Стефан Стефановић Тенка и Паун Јанковић (бивш. заступника кнежевског представника, тј. вд. председника 6. владе Србије и бивши министар правде) и други завереници осуђени су на смрт, али су помиловани на доживотну робију у тешком гвожђу и спроведени у злогласну Гургусовачку кулу, тадашњој тамници за политичке кривце.

### Мариновићи
Једна кћерка капетан Мише Анастасијевића била је удата Јована Мариновића, родом из Сарајева, дугогодишњег председника државног савета, председника министарског савета (владе) 1873, дугогодишњег посланика (амбасадора) у Паризу. По завршетку мандата остао је да живи са породицом у Паризу. Имали су два сина и једну кћерку.
- Велизар Мариновић син Јована Мариновића је студирао технику у Санкт-Петерсбургу у Русији, где се упознао и оженио Агрипином Бронков, Рускињом пољског порекла. Потом су се преселили у Француску где су добили сина Петра и још једног сина.

Петар-Пјер Мариновић, син Велизара Ј. Мариновића је био ваздухопловни ас -авијатичар у француској авијацији у време Првог светског рата, Петар-Пјер Мариновић (Pierre Marinovitch; Париз , 1. август 1898 — Брисел , 2. октобар 1919). Други син је био познати инжењер који се истакао приликом изградње панамског канала.
- Кћерка је била удата за једног румунског министра и бољара. Имали су једну кћерку која је била удата за Милована Миловановића, министра иностраних послова[3].

#### Миловановићи
Милован Миловановић (1863—1912) син пуковника Ђорђа Ђоше Миловановића, државног саветника и Катарине Миловановић, министар иностраних послова и министар правде. Милован Миловановић се оженио Маријом Герман, унуком Јована Мариновића, праунуком капетана Мише Анастасијевића и кћерком једног румунског министра из бољарске породице.

### Занимљивости
Капетан Миша је једном приликом изјавио да га је свргавање кнеза Александра и покушај довођења зета на престо коштало колико и подизање здања на Великој пијаци, које је потом 1863. поклонио своме отечеству. Та кампања га је стајала око 80.000 дуката.

### Имања и задужбине
Капетан Миша Анастасијевић имао је девет властелинстава (спахилука) у Влашкој које је постепено куповао: Брнцењ — 1844. године за 42.000 дуката, Драгојешћ — 1851. године за 24.000 дуката, Цептура — 1851. године за 6.000 дуката, Клезањ — 1853. и 1856. године за 200.000 дуката, Хађијешћ — 1854. године за 21.000 дуката, Балачица — 1856. године за 36.000 дуката, Могрешћ — 1862. године за 21.000 дуката,
Караула — 1863. године за 89.000 дуката, Гвардиница — 1867. године за 73.000 дуката. Капетан Миша је највише становао у најбољем и најскупљем властелинству Клезању где је и сахрањен.
На свом главном спахилуку Клезањ у Влашкој основао је две школе. Једну за мушку децу, са четири разреда и два учитеља, а другу за женску децу, са учитељицом. Те школе је похађало око 162 ђака, који су потицали из румунских, српских и бугарских породица. Сви ђаци су имали бесплатно школовање, књиге и прибор за писање а тридесет и двоје и стан, храну и одећу.
Изградња капетан-Мишиног здања започета је 1857, вероватно са планом да постане двор, али је развој политичких догађаја навео Анастасијевића да је 1863. године поклони 'своме отечеству'. У ту велику зграду смештени су Велика школа, гимназија, Министарство просвете, Народна библиотека и музеј. Данас се у њој на левој страни од улаза налази Ректорат Универзитета у Београду, и десно Катедра за српски језик Филолошког факултета у приземљу и део Катедре за класичне језике Филозофског факултета на спрату.